# خسوس ایالا
خسوس ایالا (انگلیسی: Jesús Ayala؛ زادهٔ ۱۶ نوامبر ۱۹۹۳) بازیکن فوتبال اهل اسپانیا است.
از باشگاه‌هایی که در آن بازی کرده‌است می‌توان به باشگاه فوتبال رکریتیوو اوئلوا اشاره کرد.